# 7 juillet 1947
Le lundi 7 juillet 1947 est le 188e jour de l'année 1947.

## Naissances
- Daniel Treiber, architecte français
- David Hodo, chanteur américain
- Gérard Gelas, dramaturge français
- Gérard Huet, logicien et chercheur en informatique théorique français
- Gyanendra Bir Bikram Shah Dev, Roi du Népal
- Howard Rheingold, écrivain américain
- John Warren, joueur de basket-ball américain
- Petrus Boddeng Timang, prélat indonésien
- Rick Roberson, joueur de basket-ball américain
- Rob Townsend, batteur
- Robert Buettner, écrivain américain
- Robert Laufoaulu, homme politique français
- Stélios Vlavianós, compositeur
- Víctor Manuel, chanteur espagnol
- Virak Dara, actrice cambodgienne

## Décès
- Émile Saulieu (né le 24 juillet 1872), acteur français
- Edmond Miniac (né le 9 mai 1884), magistrat français
- Jane Cobden (née le 28 avril 1851), femme politique britannique
- John Sutcliffe (né le 14 avril 1868), joueur anglais de rugby à XV
- Robert Schable (né le 31 août 1873), acteur américain
- Sidney Wagner (né le 13 janvier 1901), caméraman américain

## Événements
- Au Québec, André Laurendeau démissionne comme chef provincial du Bloc populaire. Il ne s'entendait plus depuis quelque temps avec le chef fédéral Maxime Raymond. Il était député de Laurier depuis l'élection générale de 1944[1].
- Exposition internationale du surréalisme organisée à Paris par André Breton et Marcel Duchamp.